# Çələbixan
Çələbixan è un comune dell'Azerbaigian situato nel distretto di Şəki. Conta una popolazione di 223 abitanti.